# 天城いのしし村
座標: 北緯34度51分54秒 東経138度55分12秒 / 北緯34.865度 東経138.92度
天城いのしし村（あまぎいのししむら）は、かつて静岡県伊豆市にあったイノシシのテーマパークである。
1970年にオープン。ユニークなイノシシのショーが人気を集めた。ピーク時の1985年には年間40万人近くの入場者数があったが、その後の観光不況などで年々客足は減少し、2002年末に一旦閉園。2003年1月から別会社が経営を引き継いだ。一応の入場者数があり、元の会社が買い戻し経営するもさらに客足は落ちたため2008年11月30日で完全閉園となった。跡地は特別養護老人ホームに転用されている。